# Schwobsheim
Schwobsheim – miejscowość i gmina we Francji, w regionie Grand Est, w departamencie Dolny Ren.
Według danych na rok 1990 gminę zamieszkiwało 216 osób, a gęstość zaludnienia wynosiła 84 osób/km² (wśród 903 gmin Alzacji Schwobsheim plasuje się na 652. miejscu pod względem liczby ludności, natomiast pod względem powierzchni na miejscu 637.).